# Edita Gruberová

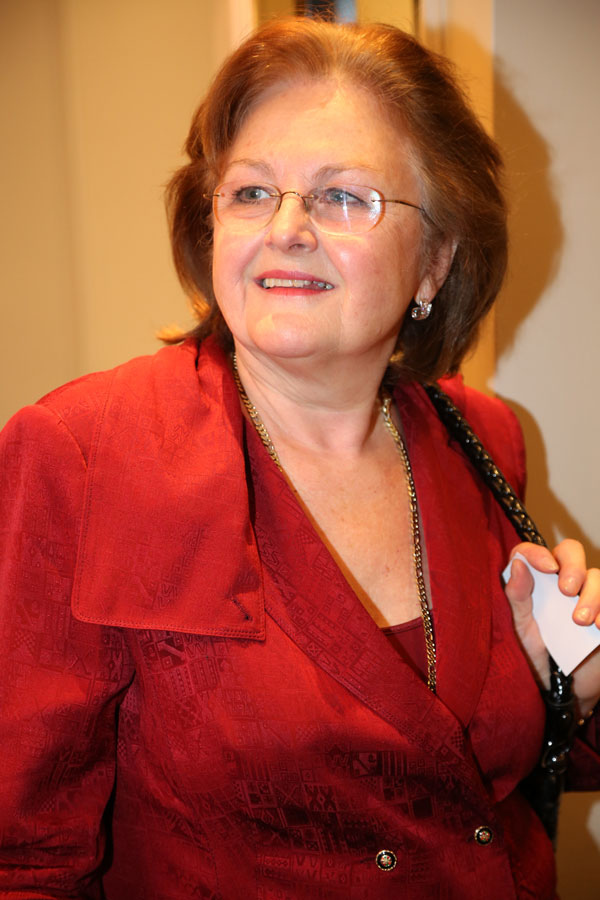
Edita Gruberová, 2013

Edita Gruberová (* 23. Dezember 1946 in Bratislava-Rača, Tschechoslowakei; † 18. Oktober 2021 in Zürich, Schweiz) war eine slowakische Opernsängerin (Sopran). Sie zählte zu den führenden Koloratursopranistinnen, was ihr Beinamen wie „Königin der Koloratur“, „Hohepriesterin des Belcanto“ oder „slowakische Nachtigall“ eintrug.

## Leben
Edita Gruberová wuchs als Tochter einer ungarischen Mutter (Etelka) und eines deutschstämmigen Vaters (Gustav Gruber) mit der slowakischen Sprache auf. Ihre Familie gehörte zur dortigen ungarischen Minderheit. Schon bei Schulaufführungen fiel ihre Stimme auf, woraufhin der Pfarrer den Eltern eine professionelle musikalische Ausbildung der einzigen Tochter ans Herz legte. Edita Gruberová, die eigentlich Krankenschwester hatte werden wollen, begann ihr sechsjähriges Studium mit 15 Jahren am Konservatorium in Bratislava; ihre Gesangslehrerin war Mária Medvecká. Am 19. Februar 1968 hatte die 21-Jährige ihr Debüt in der Rolle der Rosina im Barbier von Sevilla in Bratislava, wo sie als Studentin bereits in Chorensembles mitgewirkt hatte. Sie absolvierte ihre ersten professionellen Bühnenauftritte in den Jahren 1968 bis 1971 in der Provinzstadt Banská Bystrica. Dort sang sie Eliza in My Fair Lady, Violetta in Verdis La traviata sowie die vier Frauenrollen Olympia, Giulietta, Antonia und Stella in Hoffmanns Erzählungen von Jacques Offenbach.

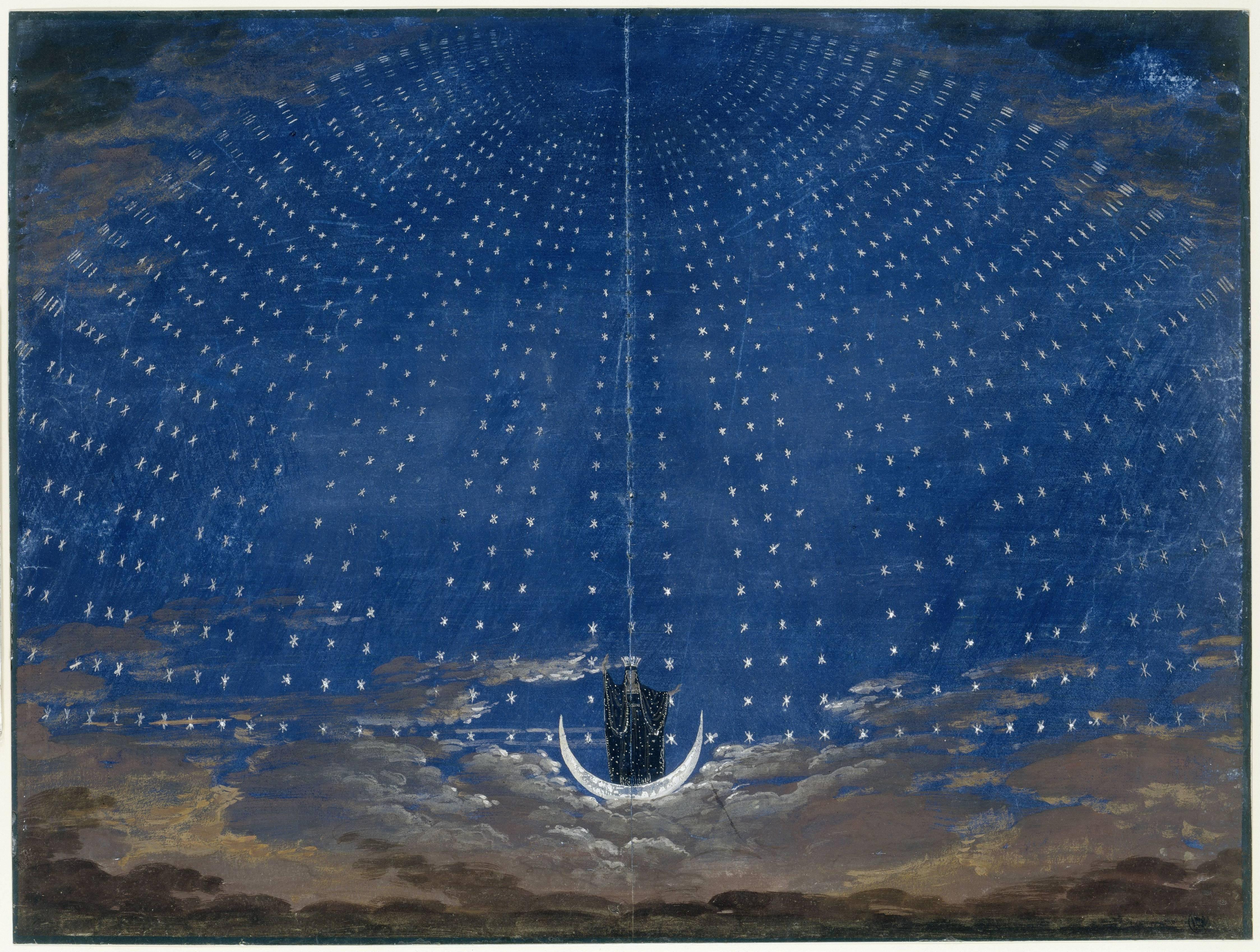
Auftritt Königin der Nacht. Bühnenbild von Karl Friedrich Schinkel, 1802

Im Jahre 1970 hatte Gruberová ihr Debüt an der Wiener Staatsoper als Königin der Nacht in Mozarts Zauberflöte. Am 23. März 1971 floh sie aus der sozialistischen Tschechoslowakei und ging nach Wien, wo sie mit der Kammersängerin Ruthilde Boesch an der Vervollkommnung der Stimme und des Repertoires arbeitete. „Sie hat mich in der Technik unterrichtet, die ich heute beherrsche“, bestätigte Edita Gruberová in einem Interview über ihre Gesangslehrerin. An der Wiener Staatsoper trat sie zunächst in kleinen Partien auf, wie als Modistin im Rosenkavalier, als Kate Pinkerton in Madame Butterfly, später auch als Zerbinetta in Ariadne auf Naxos, Konstanze in Die Entführung aus dem Serail, Olympia in Les Contes d’Hoffmann und Rosina in Il barbiere di Siviglia.
1986 wurde sie festes Ensemblemitglied am Opernhaus Zürich und Zollikon ihr Lebensmittelpunkt. Ihre beiden Töchter gingen in der Schweiz zur Schule und ihre Enkelkinder wohnen noch immer in der Schweiz.
Edita Gruberová war Sonderbotschafterin der Schweizer Freunde der SOS-Kinderdörfer. Sie war bis zur Scheidung 1983 mit dem slowakischen Musiker Štefan Klimo († 1983) verheiratet. Längere Zeit war sie mit Friedrich Haider liiert, A1 mit dem sie auch beruflich eng zusammenarbeitete. So hatten beide 1992 ein Musiklabel gegründet, das Belcanto-Partien Gruberovás veröffentlichte. Beide trennten sich 2007.
Am 18. Oktober 2021 starb Gruberová mit 74 Jahren in ihrer Wahlheimat. Ihre letzte Ruhestätte befindet sich auf dem Friedhof Zollikon Dorf.

## Karriere
Gruberovás internationale Karriere als Koloratursängerin, vor allem im Belcantofach, begann 1974, als sie als Königin der Nacht in der Zauberflöte bei den Festspielen in Glyndebourne und unter Herbert von Karajan in Salzburg auftrat.
Weitere Meilensteine ihrer Karriere waren 1976 die Premiere von Ariadne auf Naxos unter Karl Böhm, als sie die Zerbinetta sang, eine Partie, in der sie in Wien zum hundertsten und letzten Mal am 6. Dezember 2009 auftrat, und 1978 als Lucia in Lucia di Lammermoor, die sie etwa 90 mal an der Staatsoper sang. Es folgten an der Wiener Staatsoper u. a. Premieren von Die Fledermaus (1979), Rigoletto (1983), Maria Stuarda (1985), Lucio Silla (1991), I puritani (1994), Linda di Chamounix (1997) und Roberto Devereux (2000). Im Theater an der Wien folgte 2015 eine Premiere von La straniera.
„Seit jenem Zeitpunkt wurde Edita Gruberová in Wien und auf der ganzen Welt zu einer vielgefragten Sängerin, der nachgesagt wird, dass keine Koloratur zu schwierig und keine Höhe zu hoch war. Ihre mühelosen hohen ‚f’s‘ als Königin der Nacht suchten ihresgleichen und machten Edita Gruberová zum Inbegriff des idealen Koloratursoprans.“
Es folgten Auftritte an der Mailänder Scala, am Royal Opera House in London, der Pariser Oper (für zwei Konzerte mit Klavierbegleitung im Jahre 1980 bzw. 1990), der Bayerischen Staatsoper, der Wiener Staatsoper, dem Opernhaus Zürich (1986) sowie zahlreichen anderen Häusern. Eine ihrer wichtigsten Rollen wurde Lucia di Lammermoor, deren Wahnsinnsarie sie teils auch mit dem für Verrophon und Flöte adaptierten originalen Glasharmonika-Part darbot. Ein weiterer Höhepunkt ihrer Karriere war ihr Auftritt im Oktober 1989 in La traviata unter der Leitung von Carlos Kleiber und der Regie von Franco Zeffirelli an der New Yorker Metropolitan Opera. Letztmals trat sie in dieser Partie im Rahmen einer konzertanten Wiedergabe am 21. Dezember 2010 im Wiener Musikverein auf. Am 24. April und 1. Mai 2004 sang Gruberová erstmals im Festspielhaus Baden-Baden in der Rolle der Norma, am 22. Februar 2008 im Gran Teatre del Liceu in Barcelona als Lucrezia Borgia und am 5. Juli 2012 in der Philharmonie im Münchner Gasteig La straniera.
Edita Gruberová erwarb sich besondere Verdienste durch ihren Einsatz für selten gespielte – und im deutschsprachigen Bereich bis dahin auch nur wenig geschätzte – Opern Donizettis und Bellinis mit ihren außerordentlich anspruchsvollen weiblichen Hauptrollen, wie zum Beispiel Maria Stuarda, Beatrice di Tenda, La straniera, Anna Bolena, Roberto Devereux oder Linda di Chamounix. Dazu kamen zahlreiche CD-Aufnahmen unter ihrem Label Nightingale.
Im Laufe ihrer langen Gesangskarriere arbeitete Edita Gruberová mit Dirigenten zusammen wie  Karl Böhm, Richard Bonynge, Sir Colin Davis, Kurt Eichhorn, Friedrich Haider, Nikolaus Harnoncourt, Herbert von Karajan, Carlos Kleiber, Kurt Masur, Zubin Mehta, Riccardo Muti, Seiji Ozawa, Nicola Rescigno, Giuseppe Sinopoli, Georg Solti, Ralf Weikert und trat mit bekannten Sängerinnen wie Agnes Baltsa, Lucia Popp, Gundula Janowitz, Mirella Freni, Ileana Cotrubas, Katia Ricciarelli, Vesselina Kasarova, Elina Garanca, Brigitte Fassbaender, Reri Grist, Jessye Norman, Leontyne Price, Elena Obratzova und Anny Schlemm sowie Sängern wie Francisco Araiza, Peter Schreier, José Bros, Pavol Breslik, Renato Bruson, Bernd Weikl, Dmitri Hvorostovsky, Rolando Panerai, Walter Berry, Plácido Domingo, José Carreras, Juan Diego Flórez,  James King, Gösta Winbergh, René Kollo, Alfredo Kraus, Luciano Pavarotti, Kurt Moll oder Neil Shicoff auf.
Gruberová  pflegte seit Anbeginn ihrer Karriere stets auch den Liedgesang. Zu ihrem Repertoire gehörten Kompositionen von Johannes Brahms, Robert Schumann, Franz Schubert, Richard Strauss, Felix Mendelssohn Bartholdy, Gioacchino Rossini und Léo Delibes. Oft wurde sie dabei von Friedrich Haider am Klavier begleitet.
Am 27. März 2019 stand sie zum letzten Mal auf der Opernbühne: an der Bayerischen Staatsoper sang sie Königin Elisabetta in Donizettis Roberto Devereux in der Inszenierung von Christof Loy und erhielt dafür 58 Minuten Applaus.
Im September 2020 gab sie bekannt, dass ihre Karriere beendet sei. Ihren letzten Liederabend gab sie am 20. Dezember 2019 in der Stadthalle Gersthofen.
Eine umfangreiche Diskografie und eine hohe Anzahl diverser TV- und Videoaufzeichnungen dokumentieren das große musikalische Spektrum der Sängerin.

## Auszeichnungen
- Österreichische (1980) und bayerische (1989) Kammersängerin
- Premio Abbiati (1982/83)
- Ehrenmitglied der Wiener Staatsoper (1988)
- Sir Laurence Olivier Award
- Bellini d’oro der Società Catanese Amici della Musica für hervorragende Gesangsleistungen
- Ehrendoktorwürde der Hochschule für Musische Künste Bratislava (Vysoká škola múzických umení v Bratislave, VŠMU)
- International Music Award (1991)
- Orden des Weißen Doppelkreuzes (1997)
- Bayerischer Verdienstorden (1997)
- Bayerischer Maximiliansorden für Wissenschaft und Kunst (1999)
- Echo Klassik: Sängerin des Jahres (1999), Operneinspielung des Jahres (2005)
- Merkur-Theaterpreis (2004)
- Großes Ehrenzeichen für die Verdienste um die Republik Österreich (3. Februar 2005)
- Goldenes Ehrenzeichen für Verdienste um das Land Wien (27. Mai 2009)[21]
- Herbert-von-Karajan-Musikpreis (2013)[22]
- Österreichischer Musiktheaterpreis – Goldener Schikaneder für das Lebenswerk (2014)[23]
- Ehrenplakette des Richard-Strauss-Festivals in Garmisch-Partenkirchen (11. Juni 2016)[24]
- 2019: OPER! AWARDS (Lebens- und Ehrenpreis)[25]

## Diskografie (Auswahl)
Operngesamtaufnahmen
- Wolfgang Amadeus Mozart: Die Zauberflöte, Idomeneo, Lucio Silla, Don Giovanni, Bastien und Bastienne, Die Entführung aus dem Serail (2×), Der Schauspieldirektor, Il sogno di Scipione, La finta giardiniera, Mitridate, re di Ponto
- Vincenzo Bellini: Norma, Beatrice di Tenda, La sonnambula, I puritani, I Capuleti e i Montecchi, La Straniera
- Gaetano Donizetti: Maria Stuarda (2×), Anna Bolena, Roberto Devereux, Lucia di Lammermoor (4×), Maria di Rohan, Linda di Chamounix, La fille du régiment, Lucrezia Borgia
- Jacques Offenbach: Hoffmanns Erzählungen
- Giuseppe Verdi: La traviata (3×), Un ballo in maschera, Rigoletto, Don Carlo
- Gioacchino Rossini: Il barbiere di Siviglia, Semiramide
- Richard Strauss: Ariadne auf Naxos (4×)
- Engelbert Humperdinck: Hänsel und Gretel
- Christoph Willibald Gluck: Orfeo ed Euridice
- Johann Strauss (Sohn): Die Fledermaus (3×)

Alben
- Schubert: Lieder – Mendelssohn: Lieder – Strauss: Brentano-Lieder
- Brahms – Dvořák – Strauss: Lieder
- Mozart, Debussy, Wolf: Lieder
- R. Strauss: Lieder
- R. Strauss: Orchesterlieder
- Frühlingslieder
- Dvořák – Rachmaninow – Rimskij-Korsakow (Lieder)
- Duette: Wir Schwestern zwei, wir schönen (mit Vesselina Kasarova)
- From Heart to Heart
- Dialog. Neue romantische Balladen
- Siente me – Popular avenues
- J. S. Bach: Kantaten, Flötenkonzerte
- J. S. Bach / G. F. Händel / Mozart: Hymnus
- Joy to the World – Weihnachtskonzert (Christmas Recital)
- Children’s Songs of the World
- Mozart: Konzertarien (mehrfach)
- French & Italian Operatic Arias
- Berühmte Opernarien
- Edita Gruberova: Virtuoso Arias
- Edita Gruberova sings Verdi, Bellini, Donizetti
- Edita Gruberova – The Tokyo Recital 1990
- The Art of Gruberova
- Wahnsinnsszenen
- Donizetti Portraits
- Donizettis Tudor Königinnen
- The Queen of Belcanto (Edita Gruberova Edition Volume I)
- ADAGIO. Zwischen Himmel und Erde (Edita Gruberova Edition Volume II)
- Queen of Coloratura
- Kunst der Koloratur
- The Anniversary Concert
- Ach, wir armen Primadonnen! Edita Gruberova Operetta Gala
- Belcanto Duets – Edita Gruberova, Yoshikazu Mera
- Le Donne di Puccini
- Edita Gruberova – Arien, Lieder und Ensembles

Weitere Alben
- Joseph Haydn: Die Schöpfung
- Hans Werner Henze: Kantaten
- Felix Mendelssohn Bartholdy: Lobgesang
- Gustav Mahler: 4. Symphonie
- Carl Orff: Carmina Burana

Rollen nur als Video/DVD-Aufnahmen
- Wolfgang Amadeus Mozart: Così fan tutte
- Jules Massenet: Manon
- Richard Strauss: Arabella
- Johannes Brahms: Ein deutsches Requiem
- Giuseppe Verdi: Rigoletto. 1983, als Gilda, mit L.Pavarotti als Herzog, in der Regie von Jean-Pierre Ponnelle
- Giuseppe Verdi: La traviata. 1992/live (La Fenice Venedig), mit N.Shicoff als Alfredo, Dirigent Carlo Rizzi.

## Fernsehaufzeichnungen und Filme (Auswahl)
- Lieben Sie Klassik? Königin der Koloratur Edita Gruberova von Michael Fischer-Ledenice mit Karl Löbl, ORF 1990
- Claus Wischmann, Stefan Pannen (Regie): Edita Gruberova. Die Kunst des Belcanto. Deutschland, ZDF, 2008, 54 Min.[26]
- Die Entführung aus dem Serail mit Francisco Araiza, Thomas Holtzmann, Reri Grist, Norbert Orth, Martti Talvela, Dir. Karl Böhm, Bayerische Staatsoper, Unitel 1980
- Die Fledermaus u. a. mit Bernd Weikl, Lucia Popp, Brigitte Fassbaender, Walter Berry, Helmuth Lohner, Dir. Theodor Guschlbauer, Wiener Staatsoper, ORF 1980
- Hänsel und Gretel, u. a. mit Brigitte Fassbaender, Hermann Prey, Helga Dernesch, Sena Jurinac, Wiener Philharmoniker, Dir. Georg Solti, ein Opernfilm von August Everding, UNITEL 1981
- Così fan tutte u. a. mit Delores Ziegler, Teresa Stratas, Ferruccio Furlanetto, Luis Lima, Dir. Nikolaus Harnoncourt, Film von Jean-Pierre Ponnelle, Unitel 1988
- Don Giovanni u. a. mit Thomas Allen, Ann Murray, Francisco Araiza, Dir. Riccardo Muti, Teatro alla Scala, RAI 1989
- Linda di Chamounix u. a. mit Deon van der Walt, Armando Ariostini, Cornelia Kalisch, László Polgár, Jacob Will, Dir. Ádám Fischer, Opernhaus Zürich, 3sat/SF 1996
- I puritani u. a. mit José Bros, Carlos Álvarez, Simón Orfila, Dir. Friedrich Haider, Gran Teatre del Liceu, Fondació del Gran Teatre del Liceu 2001
- Beatrice di Tenda u. a. mit Michael Volle, Stefania Kaluza, Raùl Hernández, Dir. Marcello Viotti, Opernhaus Zürich, Bel Air Media/Opéra de Zürich 2002
- Norma, u. a. mit Zoran Todorovich, Roberto Scandiuzzi, Sonia Ganassi, Dir. Friedrich Haider, Bayerische Staatsoper, Unitel/Bayerischer Rundfunk 2006
- Lucrezia Borgia u. a. mit Franco Vassallo, Pavol Breslik, Alice Coote, Dir. Bertrand de Billy, Bayerische Staatsoper, Unitel/ZDF/3sat 2009